# ブレンダン・マッケイ (野球)
ブレンダン・ジョエル・マッケイ（Brendan Joel McKay, 1995年12月18日 - ）は、アメリカ合衆国ペンシルベニア州ビーバー郡ダーリントン出身のプロ野球選手（投手、一塁手）。左投左打。MLBのタンパベイ・レイズ傘下所属。

## 経歴

### プロ入り前
2014年のMLBドラフト34巡目（全体1017位）でサンディエゴ・パドレスから指名されたが、この時は入団せずにルイビル大学へ進学した。
大学時代は二刀流選手として活躍し、ゴールデンスパイク賞、ディック・ハウザー・トロフィー、ジョン・オルルド賞といった各賞を獲得している。また、2016年には第40回日米大学野球選手権大会にアメリカ合衆国代表として参加した。
来日時、Full-Countのインタビューを受け、同じ二刀流選手として既にNPBで活躍していた大谷翔平（当時北海道日本ハムファイターズ所属）の存在を知っているか聞かれ、「う～ん、聞いた事ないな」と答えている。

### プロ入りとレイズ時代
2017年のMLBドラフト1巡目（全体4位）でタンパベイ・レイズから指名され、プロ入り。契約後、傘下のA-級ハドソンバレー・レネゲーズでプロデビュー。投手としては6試合に先発登板して1勝0敗、防御率1.80、21奪三振を記録し、野手としては36試合に出場して打率.232、4本塁打、22打点、2盗塁を記録した。
2018年はルーキー級ガルフ・コーストリーグ・レイズ、A級ボーリンググリーン・ホットロッズ、A+級シャーロット・ストーンクラブズでプレー。投手としては3球団合計で19試合（先発17試合）に登板して5勝2敗、防御率2.41、103奪三振を記録し、野手としては3球団合計で75試合に出場して打率.214、6本塁打、39打点を記録した。
2019年は開幕をAA級モンゴメリー・ビスケッツで迎え、AAA級ダーラム・ブルズを経て6月29日にメジャー契約を結んでアクティブ・ロースター入りした。同日のテキサス・レンジャーズ戦にて先発でメジャーデビューすると、6回無失点の投球でメジャー初勝利を挙げた。
2020年は試合出場の機会がないまま、8月に肩の手術を行ってその後はリハビリとなった 。
2021年は5月にAAA級ダーラムで打者として復帰、6試合に出場したが22打数2安打、打率.091に終わった。6月末からは投手として復帰し、ルーキー級FCLレイズとAA級モンゴメリーの2球団で計7試合に登板し、0勝2敗、防御率7.82の成績を残した。また胸郭出口症候群と診断されたため、シーズン終了後の11月にその治療のための手術を受けた。
2022年は7月にルーキー級FCLレイズで復帰したが、8月25日にAAA級ダーラムで先発登板した際に左ヒジの靭帯を損傷。9月にトミー・ジョン手術を行った。11月10日にマイナー契約となり、11月14日に自由契約となった。12月15日に2年間のマイナー契約を結び直した。

## プレースタイル

### 投球
150km/hを超える速球とスライダー、カッターが武器であり、コントロールにも優れている。

### 打撃
大学時代は189試合の出場で通算打率.328、28本塁打、OPS.966を記録しており、パワーヒッターとして評価されている。

## 詳細情報

### 年度別投手成績
| 年 度    | 球 団    | 登 板 | 先 発 | 完 投 | 完 封 | 無 四 球 | 勝 利 | 敗 戦 | セ 丨 ブ | ホ 丨 ル ド | 勝 率 | 打 者 | 投 球 回 | 被 安 打 | 被 本 塁 打 | 与 四 球 | 敬 遠 | 与 死 球 | 奪 三 振 | 暴 投 | ボ 丨 ク | 失 点 | 自 責 点 | 防 御 率 | W H I P |
| -------- | -------- | ----- | ----- | ----- | ----- | -------- | ----- | ----- | -------- | ----------- | ----- | ----- | -------- | -------- | ----------- | -------- | ----- | -------- | -------- | ----- | -------- | ----- | -------- | -------- | ------- |
| 2019     | TB       | 13    | 11    | 0     | 0     | 0        | 2     | 4     | 0        | 0           | .333  | 216   | 49.0     | 53       | 8           | 16       | 0     | 0        | 56       | 0     | 0        | 32    | 28       | 5.14     | 1.41    |
| MLB：1年 | MLB：1年 | 13    | 11    | 0     | 0     | 0        | 2     | 4     | 0        | 0           | .333  | 216   | 49.0     | 53       | 8           | 16       | 0     | 0        | 56       | 0     | 0        | 32    | 28       | 5.14     | 1.41    |

- 2022年度シーズン終了時

### 年度別打撃成績
| 年 度    | 球 団    | 試 合 | 打 席 | 打 数 | 得 点 | 安 打 | 二 塁 打 | 三 塁 打 | 本 塁 打 | 塁 打 | 打 点 | 盗 塁 | 盗 塁 死 | 犠 打 | 犠 飛 | 四 球 | 敬 遠 | 死 球 | 三 振 | 併 殺 打 | 打 率 | 出 塁 率 | 長 打 率 | O P S |
| -------- | -------- | ----- | ----- | ----- | ----- | ----- | -------- | -------- | -------- | ----- | ----- | ----- | -------- | ----- | ----- | ----- | ----- | ----- | ----- | -------- | ----- | -------- | -------- | ----- |
| 2019     | TB       | 7     | 11    | 10    | 2     | 2     | 0        | 0        | 1        | 5     | 1     | 0     | 0        | 0     | 0     | 1     | 0     | 0     | 2     | 1        | .200  | .273     | .500     | .773  |
| MLB：1年 | MLB：1年 | 7     | 11    | 10    | 2     | 2     | 0        | 0        | 1        | 5     | 1     | 0     | 0        | 0     | 0     | 1     | 0     | 0     | 2     | 1        | .200  | .273     | .500     | .773  |

- 2022年度シーズン終了時

### 年度別守備成績
| 年 度 | 球 団 | 投手（P） | 投手（P） | 投手（P） | 投手（P） | 投手（P） | 投手（P） |
| 年 度 | 球 団 | 試 合     | 刺 殺     | 補 殺     | 失 策     | 併 殺     | 守 備 率  |
| ----- | ----- | --------- | --------- | --------- | --------- | --------- | --------- |
| 2019  | TB    | 13        | 2         | 4         | 0         | 0         | 1.000     |
| MLB   | MLB   | 13        | 2         | 4         | 0         | 0         | 1.000     |

- 2022年度シーズン終了時

### 記録
MiLB
- オールスター・フューチャーズゲーム選出：1回（2019年）

### 背番号
- 49（2019年）

### 代表歴
- 第40回日米大学野球選手権大会 アメリカ合衆国代表（2016年）